# Vice-primeiro-ministro da Espanha
O Vice-primeiro-ministro da Espanha, oficialmente Vice-Presidente do Governo, (em castelhano:  Vicepresidente del Gobierno de España) é o segundo cargo mais importante da política espanhola, estando logo atrás do primeiro-ministro da Espanha, assumindo suas funções quando o primeiro-ministro está ausente ou incapaz de exercer o poder.
A pessoa para o cargo é geralmente escolhida a dedo pelo primeiro-ministro dos membros do Gabinete e nomeada pelo Monarca, diante da qual faz o juramento. Quando há mais de um Vice-primeiro-ministro, eles são chamados de Primeiro Vice-primeiro-ministro, Segundo Vice-primeiro-ministro, etc. A Sede da vice-presidência do Governo da Espanha é o Edifício Semillas, no Complexo La Moncloa .
Atualmente, o governo espanhol possui quatro vice-presidências. A primeira é ocupada por Carmen Calvo desde 7 de junho de 2018. Em 13 de janeiro de 2020, Pablo Iglesias assumiu a segunda vice-presidência, Nadia Calviño ocupou a terceira e Teresa Ribera assumiu a quarta.
Calvo, que é a 21º vice-primeira-ministra da Espanha e a quarta mulher a assumir essa posição, também é ministra da Presidência, Relações com as Cortes e Memória Democrática. Iglesias é ministro dos Direitos Sociais e Agenda 2030, Calviño é ministra de Assuntos Econômicos e Transformação Digital e Ribera é ministra para Transição Ecológica e Desafio Demográfico.

## História
O cargo de vice-presidente do governo, como o primeiro-ministro, remonta ao século XIX. Uma parte da doutrina considera que a criação do cargo foi em 1925, depois que o ditador Miguel Primo de Rivera terminou com o governo militar e estabeleceu um governo civil. No entanto, as evidências históricas provam que entre 1840 e 1841 o cargo já existia sob o nome de Vice-Presidente do Conselho de Ministros, mantendo esta posição o futuro primeiro-ministro Joaquín María Ferrer. Após o vice-primeiro-ministro Ferrer, o cargo não foi usado novamente ou foi coletado por qualquer Constituição ou lei subseqüente até o século XX .
Assumindo que os objetivos para os quais a Direção Militar foi criada foram completados, Primo de Rivera transformou o Governo da Espanha em um governo civil em 1925, restabelecendo o Conselho de Ministros, a Presidência do Conselho de Ministros e recriando a Vice-Presidência, cujo objetivo era substituir o presidente em casos de ausência ou doença. Este vice-presidente, disse o artigo 3 do Decreto Real, foi nomeado pelo presidente dentre os membros do Conselho de Ministros. A vice-presidência foi investida no subsecretário do Interior, Severiano Martínez Anido, que combinou a posição com a do ministro do Interior .
Com a renúncia de Primo de Rivera e a queda da monarquia, a Segunda República foi estabelecida na Espanha, que não previu a qualquer momento a existência dessa posição, em dezembro de 1933. O primeiro-ministro Lerroux nomeou Diego Martínez Barrio Vice-Presidente do Conselho de Ministros, uma posição para a qual ele renunciou apenas três meses depois.
Ao mesmo período em que a Presidência, a Vice-Presidência mudou seu nome com a Lei de 30 de janeiro de 1938 para Vice-Presidência do Governo e, com a formação do primeiro governo de Franco, esta posição foi concedida ao general Francisco Gómez-Jordana Sousa. De 1938 a 1981 a posição foi ocupada por oficiais militares, com exceção dos vice-presidentes Torcuato Fernández Miranda (1973-1973) e José García Hernández (1974-1975). Desde 1981, com uma democracia marcadamente estabelecida na sociedade, o primeiro-ministro Calvo-Sotelo nomeou um civil como vice-primeiro-ministro, separando definitivamente o poder militar do poder executivo, situação que permanece até hoje.

## Responsabilidades
O vice-primeiro-ministro da Espanha é responsável por:
- Assessorar ao Presidente do Governo (Primeiro-ministro).
- Assistir ao Gabinete, às Comissões Delegadas do Governo e à Comissão Geral de Secretários de Estado e Subsecretários.
- Apoiar o Presidente do Governo, especialmente exercendo as responsabilidades em relação à preparação e acompanhamento do Programa do Governo.
- Coordenação Interministerial dada pela legislação vigente, pelo Governo ou pelo Presidente.
- Atender o governo com suas relações com os tribunais gerais.
- Preparar, executar e acompanhar o programa legislativo do Governo e, especialmente, o seu processamento parlamentar.
- Apoio material, econômico, financeiro, pessoal e gestão orçamentária e, em geral, quaisquer responsabilidades necessárias pelo Presidente e pela Presidência dos órgãos dependentes do Governo .
- Sendo o Secretário no Conselho de Ministros.

## Vice-primeiros-ministros

### Ex-vice-primeiros-ministros vivos

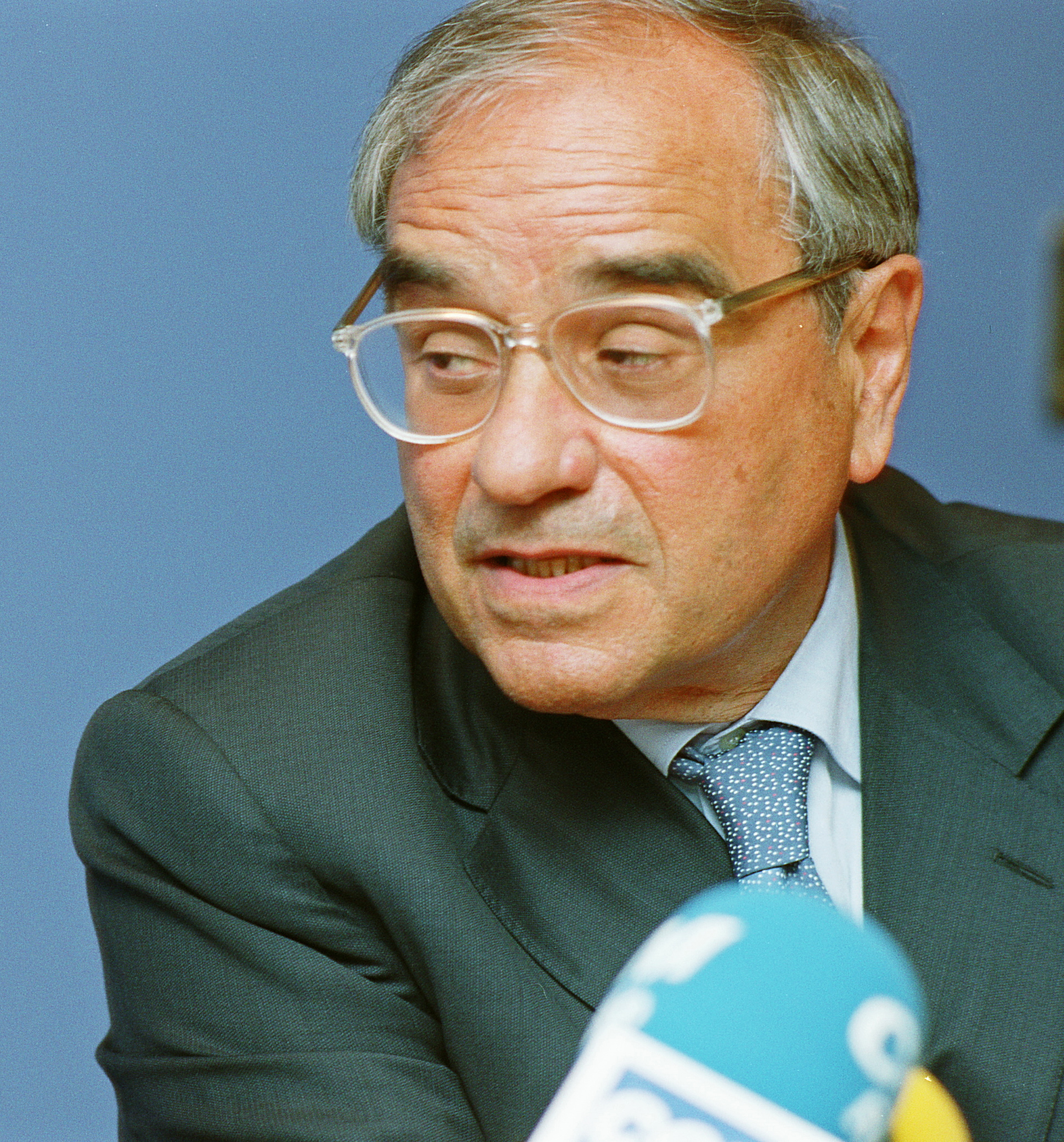
Villa Rodolfo Martín No cargo: 1981–1982 Idade: 90
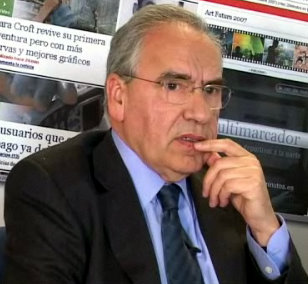
Alfonso Guerra No cargo: 1982-1991 Idade: 84
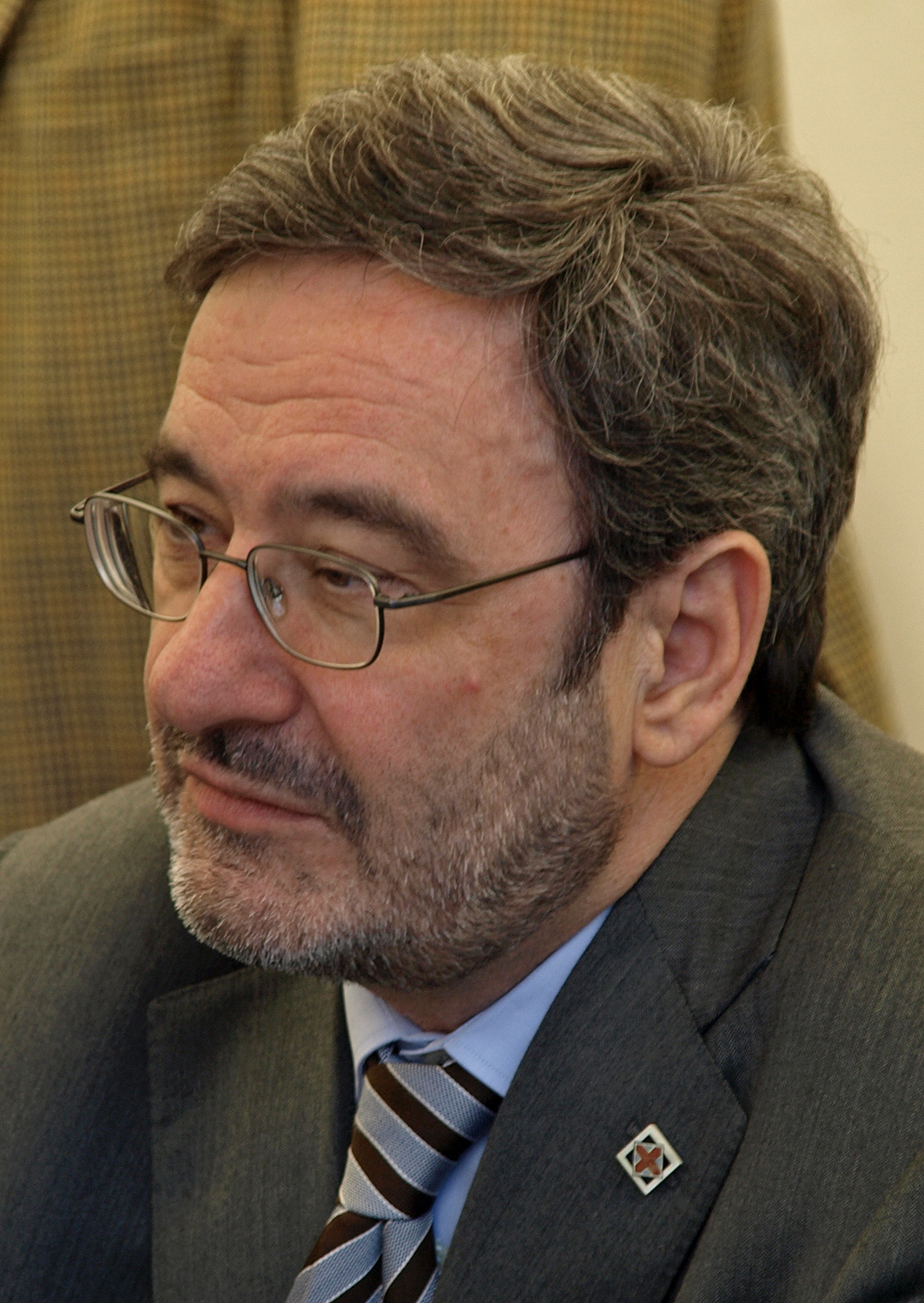
Narcís Serra No cargo: 1991–1995 Idade: 81
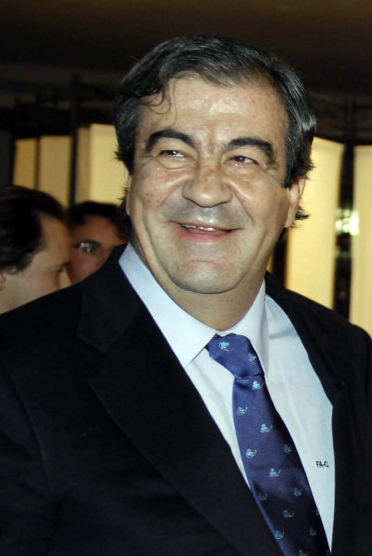
Francisco Álvarez-Cascos No cargo: 1996–2000 Idade: 77
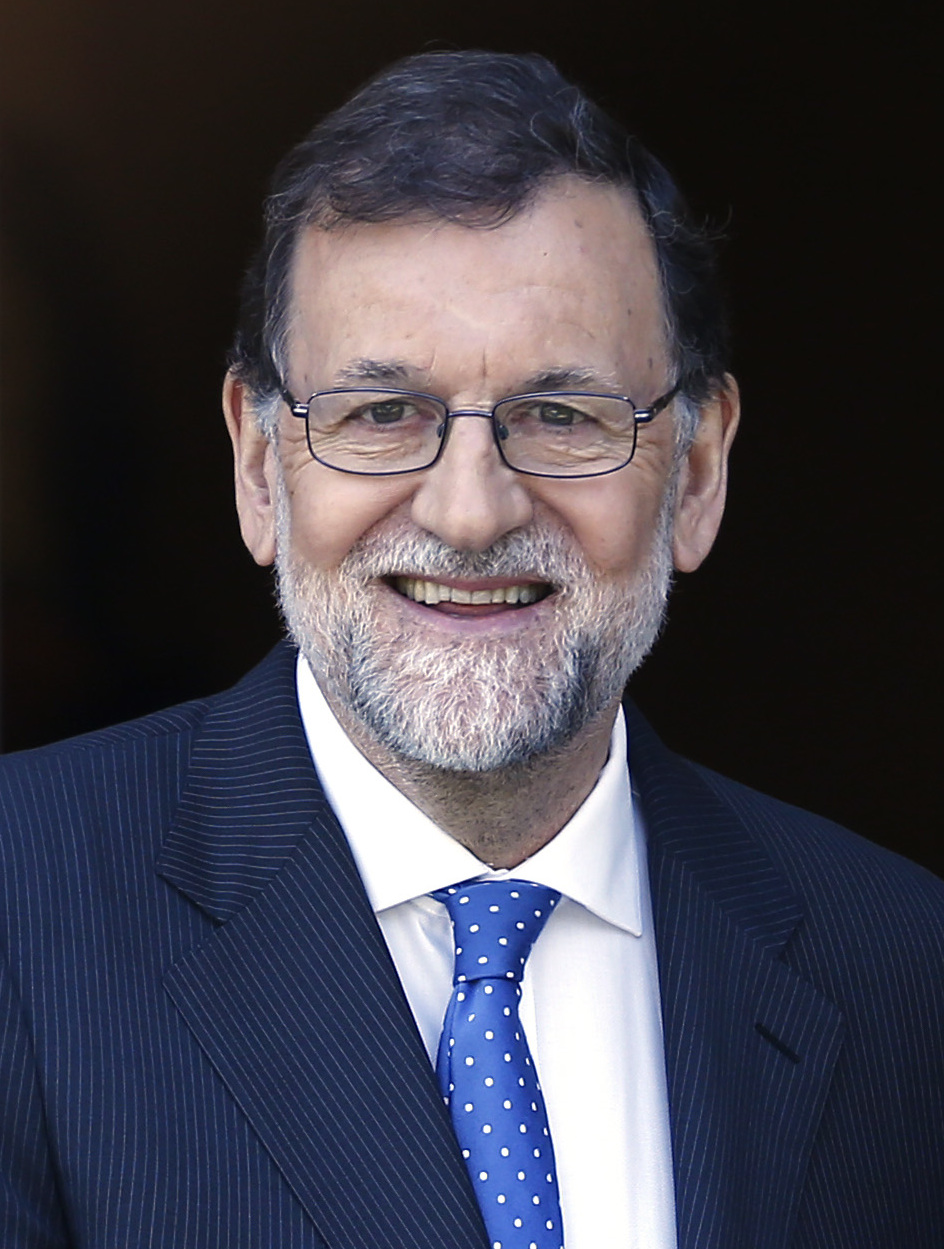
Mariano Rajoy No cargo: 2000-2003 Idade: 69
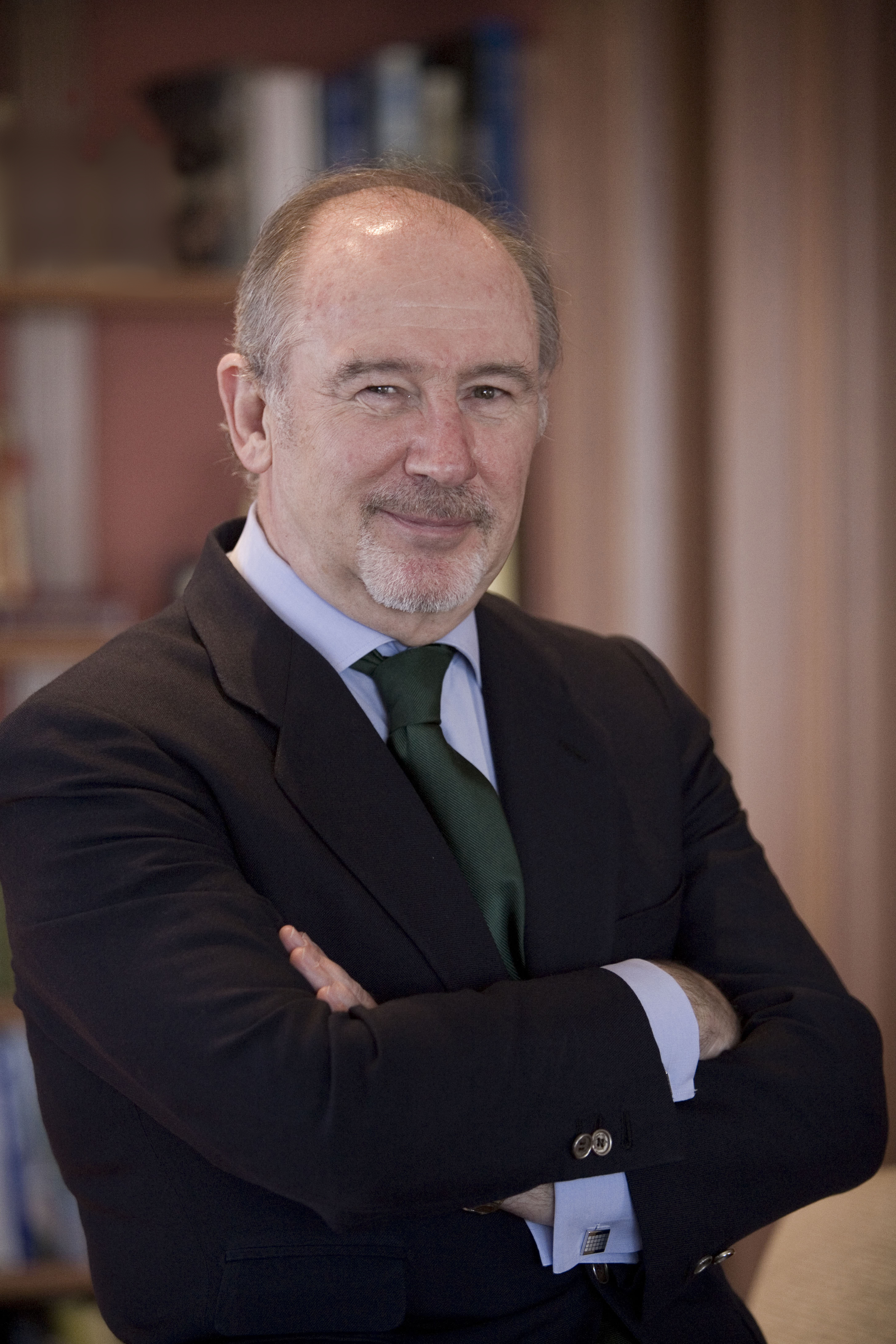
Rodrigo Rato No cargo: 2003–2004 Idade: 75
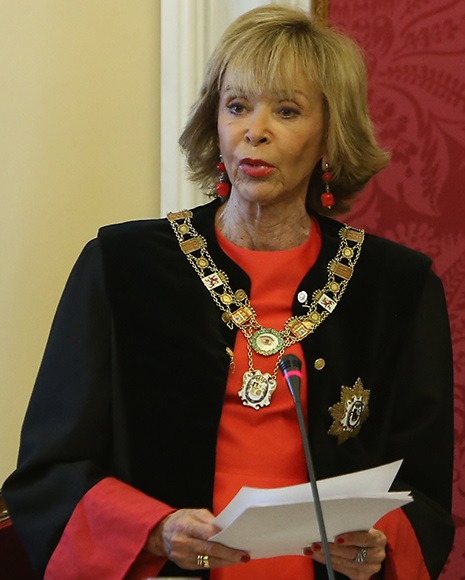
María Teresa Fernández de la Vega No cargo: 2004–2010 Idade: 75
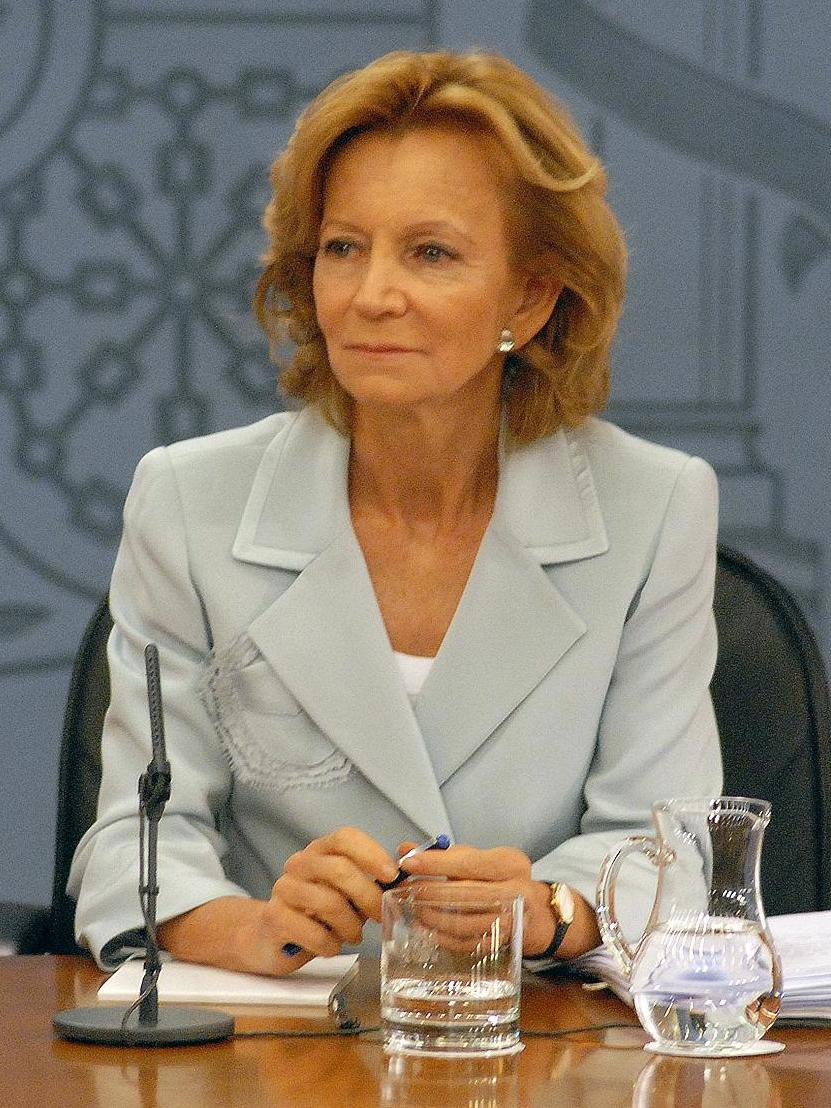
Elena Salgado No cargo: 2011 Idade: 75
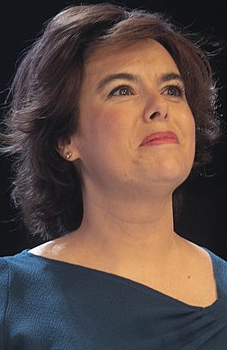
Soraya Sáenz de Santamaría No cargo: 2011-2018 Idade: 53

 O vice-primeiro-ministro mais recente a morrer foi Alfredo Pérez Rubalcaba (esteve no cargo entre 2010-2011) em 10 de maio de 2019, aos 67 anos.